# Троїцьке (Куйбишевський район)
Троїцьке (рос. Троицкое) — село в Куйбишевському районі Калузької області Російської Федерації.
Населення становить 246 осіб. Входить до складу муніципального утворення Село Жерелево.

## Історія
Від 2004 року входить до складу муніципального утворення Село Жерелево.

## Населення
| 2010 |
| ---- |
| 246  |